# Тамакульское
Тамакульское — село в Далматовском районе Курганской области. Административный центр Тамакульского сельсовета.

## История
До 1917 года центр Тамакульской волости Камышловского уезда Пермской губернии. По данным на 1926 год состояло из 681 хозяйства. В административном отношении являлось центром Тамакульского сельсовета Далматовского района Шадринского округа Уральской области.

## Население
| 1989 | 2002 | 2010 |
| ---- | ---- | ---- |
| 813  | ↘579 | ↘354 |

По данным переписи 1926 года в селе проживало 2934 человека (1335 мужчин и 1599 женщин), в том числе: русские составляли 99 % населения.